# مینمایا، آئوموری
مینمایا، آئوموری (به لاتین: Minmaya) یک منطقهٔ مسکونی در ژاپن است که در ناحیه توهوکو واقع شده‌است. مینمایا ۲٬۳۶۴ نفر جمعیت دارد.